# Ałattu (przystanek kolejowy)
Ałattu (ros. Алатту, krl. i fiń. Alattu) – przystanek kolejowy w pobliżu miejscowości Ałattu, w rejonie pitkiaranckim, w Karelii, w Rosji. Położony jest na linii Chijtoła – Suojarwi.
Stacja kolejowa powstała w okresie międzywojennym, gdy tereny te przynależały do Finlandii. W późniejszym okresie przebudowana do przystanku.